# Oranje (rijeka)
Oranje (afrikaans: Oranjerivier) je rijeka na jugu Afrike najduža rijeka u Južnoafričkoj Republici, a teče i kroz države Lesoto i Namibiju. 

## Pritoci
Najveći pritok Oranja je rijeka Vaal, od ostalih većih pritok tu su Caledon i Fish

## Tok
Dio rijeke oblikuje međunarodnu granicu između Južnoafričke Republike i Namibije kao i između Južnoafričke Republike i Lesota, te nekoliko provincijskih granica unutar Južnoafričke Republike. Iako rijeka ne prolazi kroz sve glavne gradove, ona ima važnu ulogu u južnoafričkom gospodarstvu kroz pružanje vode za navodnjavanje i za hidroelektrane. Rijeci je ime dao nizozemski istraživač Robert Gordon Jacob.

## Galerija
- Zalazak sunca iznad rijeke
- Vodopad Augrabie
- Navodnjavanje vinograda uz rijeku
- Rijeka Oranje i planine